# Eugenia augustana
Eugenia augustana är en myrtenväxtart som beskrevs av Hjalmar Frederik Christian Kiaerskov. Eugenia augustana ingår i släktet Eugenia och familjen myrtenväxter. Inga underarter finns listade i Catalogue of Life.